# Michele Giuseppe Canale
Michele Giuseppe Canale (Genova, 23 dicembre 1808 – Genova, 4 giugno 1890) è stato uno storico italiano, specialista della storia di Genova.

## Biografia
Fu vicino agli ambienti patriottici dell'epoca e divenne un affiliato della carboneria. Negli anni 1830 passò alla Giovine Italia. In quel periodo fu inquisito come elemento pericoloso.
A partire dagli anni 30 iniziò i suoi studi storici. Dagli anni '40 iniziò un progressivo allontanamento da Mazzini. Non riuscì ad avere la cattedra di storia dell'università genovese ed ottenne invece quella di storia e geografia all'Istituto tecnico. Divenne in seguito bibliotecario alla Beriana
Nel 1870 entrò nella Massoneria.
Il suo lavoro più rilevante è la Nuova Istoria della Repubblica di Genova pubblicata a Firenze tra il 1858 e il 1864

## Opere
- Nuova Istoria della Repubblica di Genova
- Degli Antichi Navigatori e scopritori genovesi
- Il castello di Ricolfago, Chiavari 1837
- Gerolamo Adorno, Genova 1846
- Isabella Orsini, Genova 1862
- Genova, il prigioniero della battaglia della Meloria, Firenze 1879.